# Haufwerksporiger Leichtbeton
Bei haufwerksporigem Leichtbeton handelt es sich um eine Art von Leichtbeton, der durch Hohlräume zwischen den Gesteinskörnern gekennzeichnet ist.

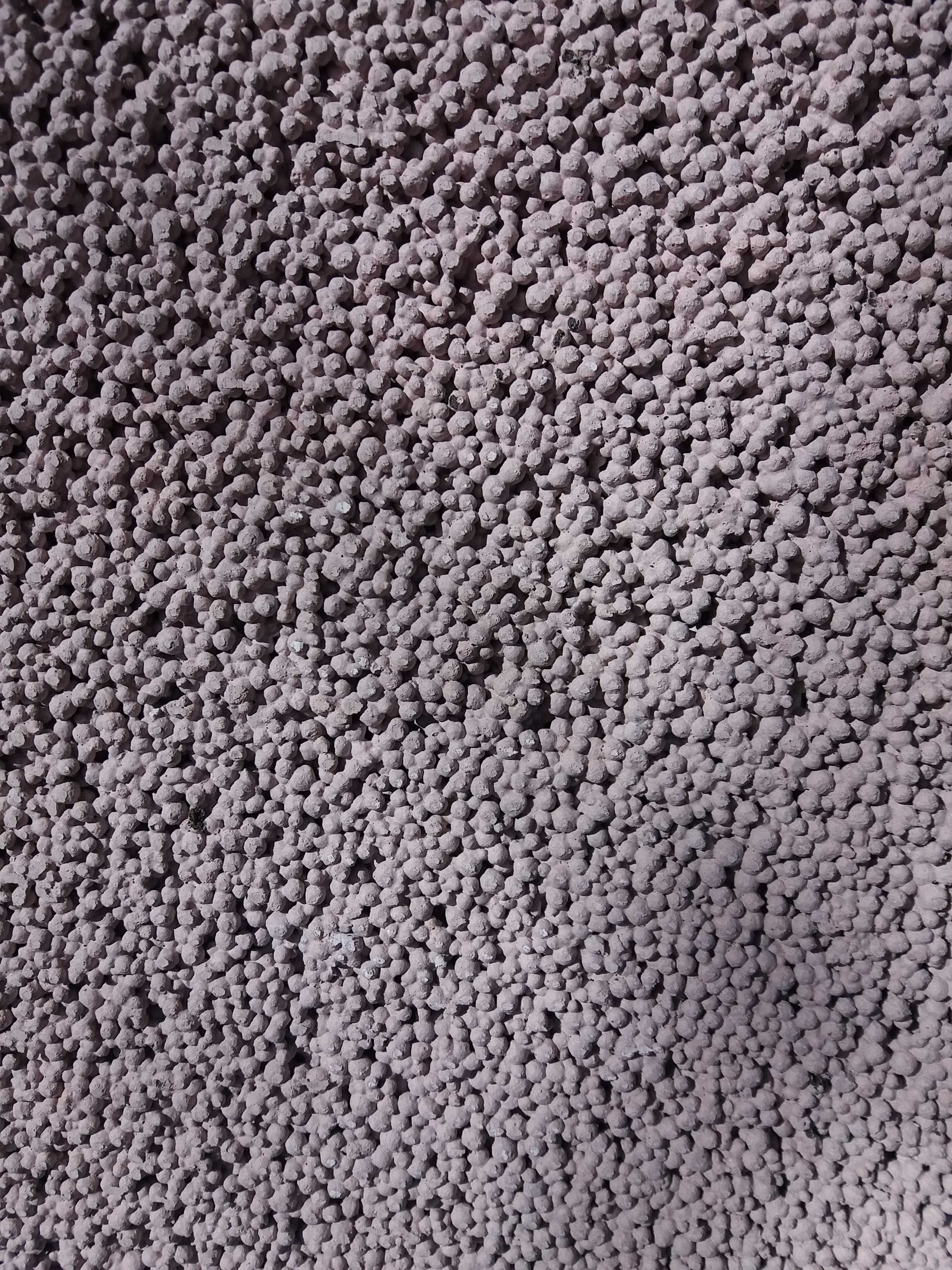
Oberfläche einer haufwerksporigen Blähton-Leichtbetonwand

Zur Herstellung von haufwerksporigem Leichtbeton werden Gesteinskörnungen verwendet, die sich überwiegend aus Körnern gleicher Größe zusammensetzen. Dadurch sind zwischen den einzelnen Gesteinskörnern möglichst viele Hohlräume, sogenannte Haufwerksporen, vorhanden. Die Zementleimmenge wird so bemessen, dass die Körner mit einer dünnen Leimschicht umhüllt, aber nur an den Berührungspunkten miteinander verkittet werden. Es können sowohl dichte als auch poröse Gesteinskörnungen, wie etwa Blähton oder Bims, verwendet werden.
Haufwerksporiger Leichtbeton besitzt eine gute Wärmedämmfähigkeit, die der von Holz entsprechen kann. Die Druckfestigkeit von haufwerksporigem Leichtbeton liegt in etwa zwischen 2 N/mm2 und 20 N/mm2. Sie ist von der Rohdichte und der Kornfestigkeit der Gesteinskörnung abhängig.
Aus haufwerksporigem Leichtbeton werden hauptsächlich Mauersteine sowie Fertigteile und Wandplatten hergestellt.
Bei bewehrten Bauteilen ist zu beachten, dass der gasdurchlässige Beton den Bewehrungsstahl nicht vor Korrosion schützt. Daher sind entsprechende Maßnahmen, wie etwa eine Beschichtung der Bewehrung oder die Verwendung von nichtrostenden Stählen, erforderlich.